# Pârâul lui Tocan
Pârâul lui Tocan sau Râul Boarneșu este un curs de apă, afluent al râului Petrimanu. 

## Hărți
- Harta Munții Lotrului  Arhivat în 6 mai 2008, la Wayback Machine.
- Harta Munții Latoriței  Arhivat în 10 iunie 2008, la Wayback Machine.